# Lúcia dos Santos
Lúcia dos Santos, även Lúcia de Jesus Rosa Santos, Syster Lúcia av Jesus och av det Obefläckade Hjärtat, född 28 mars 1907 i Aljustrel, Portugal, död 13 februari 2005 i Coimbra, Portugal, var en portugisisk karmelitnunna.
Tillsammans med sina kusiner Jacinta Marto och Francisco Marto erfor Lúcia år 1916 flera uppenbarelser av en ängel och året därpå, 1917, flera uppenbarelser av Jungfru Maria utanför staden Fátima i distriktet Santarém i centrala Portugal (Vår Fru av Fátima). Jacinta och Francisco Marto insjuknade i spanska sjukan och dog som barn. År 1930 erkände Vatikanen officiellt uppenbarelserna i Fátima.
År 1921 flyttade Lúcia dos Santos till Porto i norra Portugal för att börja på Doroteasystrarnas internatskola. Fyra år senare inträdde hon i Doroteasystrarnas kloster i Tui i södra Galicien i Spanien. År 1934 avlade hon sina eviga löften och fick namnet Syster Maria av den Smärtorika Modern. Hon återvände 1946 till Portugal och besökte Fátima inkognito. Två år senare, 1948, efter att ha fått särskild påvlig tillåtelse, löstes hon från sina eviga löften hos Doroteasystrarna och inträdde i karmelitklostret i Coimbra. År 1949 avlade hon sina eviga löften som karmelitnunna och hon kom att stanna i Coimbra fram till sin död 2005.
På treårsdagen av hennes död, den 13 februari 2008, inleddes hennes saligförklaringsprocess.
Den 22 juni 2023 förklarades Lúcia dos Santos som vördnadsvärd av påve Franciskus.